# 골렘 (영화)
골렘(The Golem, Der Golem, Wie Er In Die Welt Kam)은 독일에서 제작된 칼 뵈제 감독의 1920년 영화이다. 파울 베게너 등이 주연으로 출연하였고 폴 데이빗슨 등이 제작에 참여하였다.

## 출연

### 주연
- 파울 베게너

### 조연
- 언스트 도이치
- 프리츠 펠드

## 제작진
- 미술: Kurt Richter
- 의상: Rochus Gliese